# Jeroen Manschot
Jeroen Manschot (Houten, 7 november 1982) is een Nederlands voetbalscheidsrechter. Hij is in dienst van de KNVB en leidt voornamelijk wedstrijden in de Eerste divisie en Eredivisie.   
Op 31 augustus 2012 leidde Manschot zijn eerste professionele wedstrijd op het tweede niveau. De wedstrijd tussen FC Dordrecht en SC Veendam eindigde in een 2-1-overwinning voor de thuisploeg. Manschot deelde vier gele kaarten uit.
Het seizoen 2012/13 sloot hij af met de volgende getallen: hij was scheidsrechter in tien competitiewedstrijden en gaf daarin 38 maal een gele kaart. Dat komt neer op een gemiddelde van 3,8 gele kaarten per wedstrijd. Tevens legde Manschot zes keer de bal op de penaltystip. Hij gaf geen enkele rode kaart.
Hij floot via het uitwisselingsprogramma met de KBVB ook in België.
Op 16 februari 2014 maakte hij zijn debuut in de Eredivisie tijdens het duel tussen SC Cambuur en PEC Zwolle.
Manschot deed van zich spreken toen hij op zondag 25 september 2016 in de rust van de eredivisiewedstrijd tussen FC Twente en Vitesse (2-1) trainer René Hake van de club uit Enschede zijn excuses aanbood. Aanleiding was een afgekeurde treffer van Yaw Yeboah. Manschot meende dat de aanvaller van Twente een lichte overtreding op Ricky van Wolfswinkel had gemaakt, maar de spits van Vitesse gleed zelf weg. "Ik ben ook maar een mens. Ik zag dat ik fout zat", zei Manschot tegen FOX Sports.
In 2024 floot hij zijn eerste topwedstrijd. Hij had de leiding over de Johan Cruijffschaal tussen PSV en Feyenoord.